# Stefan Turlej
Stefan Turlej (ur. 15 maja 1924 w Wilkowie, zm. 29 października 1994) – pułkownik SB, naczelnik wydziału V Departamentu VI MSW w 1985, zastępca naczelnika Wydziału VIII Departamentu IV MSW (walka z kościołem) w latach 1981–1984, od 1973 pracownik Departamentu III MSW (Służba Bezpieczeństwa PRL), od 1945 funkcjonariusz MBP, od 1947 członek PPR. W czasie wojny żołnierz Batalionów Chłopskich.

## Życiorys
Syn Piotra i Antoniny. W latach 1945–1949 był referentem w kilku Powiatowych Urzędach Bezpieczeństwa Publicznego (PUBP) w województwie wrocławskim, a od 1949 funkcjonariuszem WUBP we Wrocławiu, m.in. kierownikiem sekcji, zastępcą naczelnika Wydziału V i naczelnikiem Wydziału XI w tym urzędzie. W latach 1946–1947 był słuchaczem Szkoły Oficerskiej MBP w Łodzi. W 1953 został przeniesiony do centrali MBP w Warszawie. W latach 1954–1955 był słuchaczem kursu specjalnego KGB w Moskwie. Od 1 czerwca do 10 października 1955 był zastępcą szefa Wojewódzkiego Urzędu ds. Bezpieczeństwa Publicznego w Olsztynie.
W 1978 był delegowany służbowo do ZSRS.